# Saigon Heat
Il  Saigon Heat  è una società professionista di basket con sede nella città di Ho Chi Minh in Vietnam. I colori sociali della società sono il Rosso ed il Giallo, la squadra compete nella massima categoria nazionale, la Vietnam Basketball Association; inoltre è l'unica rappresentante del Vietnam nella ASEAN Basketball League

## Storia
I Saigon Heat sono stati la prima squadra di basket professionistica del Vietnam, venendo ufficialmente annunciati come nuova squadra e come nuovi membri della ASEAN Basketball League nell'ottobre 2011. La squadra nasceva dalla Saigon Sports Academy, un'accademia di formazione multi-sportiva lanciata nel gennaio 2009 e situata nella capitale del Vietnam, Ho Chi Minh.
Nella loro stagione inaugurale nella ABL, gli Heat finirono sesti nella con un record di 8 vittorie e 13 sconfitte nella stagione regolare, non ottenendo la qualificazione per i playoff ABL 2012. Anche nella stagione successiva, la 2013, gli Heat hanno concluso con un altro deludente sesto posto, in un'annata tormentata da infortuni continui, e segnata anche da una serie di dodici sconfitte consecutive.
Dopo tredici partite giocate nella stagione 2014 della ASEAN Basketball League, gli Heat vengono sconvolti dalla improvvisa notizia della morte dell'allenatore Jason Rabedeaux arrivata dopo la vittoria per 72-61 sugli Indonesia Warriors, partita durante la quale l'allenatore era apparso visibilmente instabile a causa di problemi con l'alcool; il giorno dopo la partita, Rabedeaux venne trovato dalla compagna in cucina con tagli sulle braccia e sulla testa, morendo mentre lo cercavano di trasportate in ospedale.
L'assistente di Coach Rabedeaux, Anthony Garbelotto, venne nominato come nuovo allenatore della squadra. Gli Heat conclusero la stagione al quarto posto, conquistando per la prima volta la qualificazione per i playoff della ABL, dove però la squadra vietnamita venne battuta in entrambe le partite contro i KL Dragons nei playoff della ABL 2014.
Dopo il completamento della stagione 2015-16 della ASEAN Basketball League, dove la squadra era nuovamente giunta ai play-off  ma aveva persp anche in quell'occasione in semifinale, la dirigenza dei Saigon Heat annunciarono la nascita della prima lega di basket professionistica del Vietnam, la Vietnam Basketball Association, dove gli Heat avrebbero schierato una sorta di seconda squadra dove far giocare principalmente giovani giocatori locali. Nel nuovo campionato nazionale la squadra dopo essersi fermata alle semifinali play-off nelle prime tre edizioni, si è aggiudicata quattro edizioni consecutive della Vietnam Basketball Association (2019, 2020, 2022, 2023), diventando la prima squadra ad aggiudicarsi più edizioni del torneo ed anche più edizioni consecutive.
Nell'edizione 2023 della ASEAN Basketball League, la prima dopo la pausa forzata di tre stagioni a causa della pandemia di COVID-19, gli Heat ottengono il loro miglior risultato nella storia della competizione grazie al secondo posto finale conquistato alle spalle dell'Eastern Hong Kong.

## Arene di gioco
- Tân Bình Stadium (2012–2013)
- CIS Sports Arena (2014–presente)

Dopo aver giocato nelle sue due prime stagioni presso il Tân Bình Stadium un'arena sportiva al coperto, situata ad Ho Chi Minh City, in Vietnam, inaugurata nel febbraio 1997 con una capacità di 2.000 posti.
Dalla stagione 2014 il Saigon Heat si è trasferito presso la CIS Sports Arena, una struttura che può ospitare circa 1.500 spettatori a sedere, che si trova situata all'interno della Canadian International School Vietnam, una scuola privata nel centro di Ho Chi Minh City.

## Palmarès

### Titoli nazionali
- Vietnam Basketball Association
  - Campione (5): 2019, 2020, 2022, 2023, 2024

## Organico

### Roster 2023-2024
Il roster per la stagione 2023-2024 
|    | Naz.                                        | Ruolo | Sportivo              | Anno | Alt. | Peso |  |
| -- | ------------------------------------------- | ----- | --------------------- | ---- | ---- | ---- |  |
| 0  | Stati Uniti (bandiera)                      | AG    | Jeremy Combs          | 1995 | 201  | 85   |  |
| 1  | Stati Uniti (bandiera)                      | PG    | Evan Gilyard          | 1998 | 177  | 77   |  |
| 3  | Vietnam (bandiera) · Stati Uniti (bandiera) | G     | Khoa Tran             | 1997 | 184  | 75   |  |
| 6  | Vietnam (bandiera)                          | AP    | Nguyễn Phúc Vinh      | 2002 | 188  | 82   |  |
| 7  | Vietnam (bandiera)                          | PG    | Dư Minh An            | 1993 | 178  | 80   |  |
| 10 | Vietnam (bandiera) · Stati Uniti (bandiera) | C     | Hassan Thomas         | 1995 | 203  | 98   |  |
| 11 | Vietnam (bandiera)                          | AP    | Võ Kim Bản            | 2000 | 186  | 80   |  |
| 12 | Vietnam (bandiera)                          | C     | Nguyễn Huỳnh Phú Vinh | 1998 | 202  | 90   |  |
| 13 | Vietnam (bandiera)                          | G     | Nguyễn Anh Kiệt       | 2002 | 180  | 82   |  |
| 15 | Stati Uniti (bandiera)                      | C     | Jarius Holder         | 1994 | 201  | 96   |  |
| 30 | Vietnam (bandiera) · Danimarca (bandiera)   | AG    | Tim Waale             | 1998 | 193  | 100  |  |
| 47 | Vietnam (bandiera)                          | PG    | Huỳnh Trực Nhân       | 2002 | 178  | 77   |  |

### Staff tecnico
| Ruolo           | Nome             |
| --------------- | ---------------- |
| Capo Allenatore | Matthew Van Pelt |
| Assistente      | David Grice      |
| Assistente      | Vũ Thế Cang      |
| Assistente      | Toshi Benson     |

## Allenatori
- Robert Newson (2012)
- Jason Rabedeaux  (2012–2014)
- Anthony Garbelotto (2014–2017)
- Kyle Julius (2017–2019)
- Kevin Yurkus (2019–2022)
- Matthew Van Pelt (2022–Present)